# أمبيت
الأمبيت (k2(Zr, Ti)Si3O9. H2O) (بالإنجليزية: Umbite )‏ هو معدن يتواجد في روسيا الشمالية .

## وصلات خارجية
- Fact sheet from mindat.org [الإنجليزية]
- Fact sheet from webmineral.com